# Мануїльська Єлізавета Миколаївна
Єлізавета Миколаївна Мануїльська, до шлюбу Лебедєва (псевдоніми Софія, Варвара) (1887–1963) — українська революціонерка, перша дружина колишнього керівника УСРР, першого секретаря Комуністичної партії України Дмитра Мануїльського. Проректорка Московського державного університету.

## Життєпис
Народилася 1887 році. За освітою біологиня. Займалася революційною діяльністю. У 1907 році брала участь у революційних подіях в Києві.
|  | «Ми вирішили провести агітацію проти повстання і перш за все в 21-му батальйоні і Селенгинському полку; якщо ж повстання проте відбудеться, прийняти в ньому участь… Частина товаришів була відряджені в саперний табір, частина — в артилерійський, я і Є. М. Мануїльська — в піхотний, Д. З. Мануїльський залишався для зв'язку та іншого в місті, в штабі.» "Близько 9 години вечора ми рушили в дорогу по своїх таборах. По дорозі в піхотний табір, біля заводу Гретера і Криванека, ми зустріли групу схвильованих есерів, що трималися від табору на пристойній відстані і які повідомили нам, що в таборі щось сталося, а що - невідомо. Далі рухатися, зрозуміло, вони нам не радили. Ми пожартували над ними, і вирішили все ж йти далі. Ми підійшли вже зовсім близько до табору, як раптом несподівано звідкись із яру вискочив патруль озброєних солдатів під командою офіцера, оточив нас і оголосив заарештованими. Нас відвели в сторону, в цей яр, і ми, звичайно, приготувалися до найгіршого. Є. М. Мануїльська пояснила, що вона - покоївка, проводжала своїх знайомих на вокзал і повертається тепер додому до своїх панів. Мені нічого не залишалося, як оголосити себе її кавалером. Ми назвали, як водиться, якісь прізвища, дали якісь адреси і чекали своєї долі. Офіцер, пошептавшись про щось з унтер-офіцером, несподівано оголосив нам, що ми можемо йти, але щоб ми більше тут не ходили, інакше нам буде погано. — Із споминів Олександра Трояновського, посла СРСР до США (1933–1938) та Японії (1927–1933) |

Мала важку форму туберкульозу. Працювала у відділі кадрів Комінтерна, де опікувалася товаришами із Франції
Похована в Москві на Новодівочому цвинтарі 8 ділянка 31 ряд 9 місце.

## Сім'я
- Чоловік — Мануїльський Дмитро Захарович (1883—1959), перший секретар ЦК Компартії України (1921), народний комісар закордонних справ УРСР (1944—1952).
- Донька — Тамара Дмитрівна Мануїльська (нар. 1919), піаністка, викладала в Центральній музичній школі при Московській консерваторії.
- Донька — Ірина Дмитрівна Михайлова (нар. 1916), мала інвалідність з дитинства.